# Edgar Cardenas
Edgar Cardenas (ur. 16 września 1974 w Villa Nicola Romero) – meksykański bokser, były zawodowy mistrz świata wagi słomkowej (do 105 funtów) organizacji IBF.
Karierę zawodową rozpoczął 5 stycznia 1991. Przez większą jej część toczył boje o mniej ważne tytuły. Zdobył mistrzostwo Meksyku oraz tytuły NABF, WBO NABO, WBA Federcentro i WBC Continental Americas  w wadze junior muszej. Do lutego 2003 stoczył 41 walk, z których wygrał 29 a 10 przegrał i 2 zremisował.
31 maja 2003 w Tijuanie spotkał się o tytuł mistrza świata organizacji IBF w wadze słomkowej z broniącym tytułu Kolumbijczykiem Miguelem Barrerą. Wygrał przez KO w 10r. Już przy pierwszej próbie obrony tytułu, 4 października, został pokonany przez TKO w 6r przez innego Kolumbijczyka, Daniel Reyes.
Pół roku później otrzymał ponownie szansę walki o tytuł mistrza świata, tym razem organizacji WBO z Portorykańczykiem Ivánem Calderónem. Ze względu na kłopoty z utrzymaniem wagi walka odbyła się, ale stawką nie był tytuł mistrzowski. 20 marca 2004 przegrał przez KO w 11r i była to jego ostatnia walka w karierze.